# Hàram
Per a l'antic regne de Haram al Hadramaut occidental, vegeu Història antiga del Iemen
Hàram i haram (àrab: حرم, ḥaram, i حرام, ḥarām, respectivament) són dos mots àrabs de significat molt similar: ‘sagrat’, ‘tabú’, ‘prohibit’, ‘vedat’, tots dos derivats de la mateixa arrel ḥ-r-m, ‘ésser sagrat’, ‘ésser tabú’, ‘ésser prohibit’.

## Hàram
En la primera forma, hàram, el mot a més significa quelcom sagrat, que pot ser tant un ‘objecte sagrat’ com un territori: ‘territori sagrat’, ‘lloc sagrat’, ‘santuari’ i, també, ‘sala d'oració d'una mesquita’.
Amb aquest significat s'empra per indicar ‘el territori sagrat de la Meca’, al-Hàram al-Makkí (àrab: الحرم المكي, al-Ḥaram al-Makkī), ‘la Meca i Medina’, al-Haraman aix-Xarifan (àrab: الحرمان الشريفان, al-Ḥaramān ax-Xarīfān, literalment ‘els dos Llocs Sagrats’), ‘el santuari d'Abraham’ a Hebron, hàram al-Khalil (àrab: حرم الخليل, ḥaram al-Ḫalĩl), ‘Jerusalem’, al-Hàram al-Aqsa (àrab: الحرم الأقصى, al-Ḥaram al-Aqṣà) o Thàlith al-Haramayn (àrab: ثالث الحرمين, Ṯāliṯ al-Ḥaramayn, literalment ‘el tercer dels dos Llocs Sants’), el recinte del temple de Salomó a Jerusalem, que conté les mesquites de la Roca i Al-Aqsa (àrab: الحرم المكي, al-Ḥaram ax-Xarīf) o la Mesquita del Profeta a Medina, al-Hàram an-Nabawí (àrab: الحرم النَبَوِيّ, al-Ḥaram an-Nabawī).

## Haram
En la segona forma, haram, té també els significats de ‘sant’ i d'‘il·lícit’ i, a partir d'aquest, el d'‘acció prohibida’, ‘malifeta’ i ‘pecat’. El mot s'aplicava antigament per a preservar l'àrea al voltant de santuaris o reservar llocs on els contendents podien resoldre els conflictes pacíficament, així una míntaqat haram (àrab: منطقة الحرام, minṭaqat al-ḥarām) era un ‘terreny sagrat’.
Amb aquesta accepció s'empra per indicar ‘la Kaba’, Bayt al-Haram (àrab: بيت الحرام, Bayt al-Ḥaram) o ‘la Gran Mesquita de la Meca’, al-Màsjid al-Haram (àrab: المسجد الحرام, al-Masjid al-Ḥarām).
Amb el significat de cosa il·lícita, s'aplica especialment a allò prohibit per raons religioses i, en aquest sentit, és l'antònim de halal (‘cosa lícita’, ‘acte legítim’). L'Alcorà n'enumera una bona quantitat, d'aquestes prohibicions, tot i que no sempre és molt precís i força són objecte d'interpretacions diverses. D'altres prohibicions provenen dels hadits i altres texts, i s'han anat perfilant al llarg del temps gràcies al fiqh, la jurisprudència religiosa islàmica. Tambe es poden considerar haram certs comportaments, objectes, maneres de parlar, aliments o la manera de preparar-los.